# OVER RUN!!
「OVER RUN!!」(オーバーラン!!)は中島ヨシキによるドラマCD企画「Octave!! side OVER RUN!!」の通称。および企画内のキャラクターによるガールズバンドの名称。

## 概要
ニコニコ生放送番組「中島ヨシキのザックリエイト」でドラマCD制作企画がスタートし、2020年11月24日にメインキャスト4名が発表された。
2020年12月14日より、メインキャストによるラジオ番組「OVER RADIO!!」を開始。
2021年6月9日にドラマCD「Octave!! Side OVER RUN!! TUNE.1」発売。
2022年1月26日に「Octave!! Side OVER RUN!! TUNE.2」発売。

## スタッフ
- 原作：The CREATE
- 脚本：中島ヨシキ
- アドバイザー：汐谷文康
- イラスト：daito[2]

## 登場人物

### OVER RUN!!
古谷陽子と幼馴染の大久保椿、先輩の南条ほのかの3人で結成したガールズバンド。東堂凛の加入により４人組となる。略称は「オバラ」。

#### 古谷 陽子（ふるや ようこ)
- 声-峯田茉優
- 年齢：20歳。血液型：A型。誕生日：10月11日。身長：167cm。

　ガールズバンド「OVER RUN!!」のギターボーカル。
　もともとは陸上選手として将来を有望視されていたスポーツ選手で、運動神経は抜群。
　「RIN」の歌声に心を奪われ音楽の道に身を投じる。
　ギターを始めて3年ほどだが、スポーツ選手由来の根性と、天性の器用さで習得していく。
　とても繊細な性格で、細かいことで悩みがちだが、他人の心の機微によく気付く。

#### 東堂 凛（とうどう りん）
- 声-駒形友梨
- 年齢：22歳。血液型：A型。誕生日：3月31日。身長：162cm。

　今若い世代に話題のアーティスト「RIN」として活動中。
　リリースした楽曲は自身で作詞作曲もし、その切ない旋律と澄んだ歌声、演奏中の気迫あふれる姿で人気。
　クールでプライドが高い孤高の美人。
　メジャーデビューを目前に控えた「OVER RUN!!」に事務所の社長の気まぐれで加入。

#### 大久保 椿（おおくぼ つばき）
- 声-幸村恵理
- 年齢：20歳。血液型：B型。誕生日：5月25日。身長：153cm。

　陽子の幼馴染み。両親の影響でたいていの楽器を扱えるが、オバラではベースを担当。
　楽曲はほぼ全ての作曲も担当するバンドの核。明るく社交的で、竹を割ったようなさっぱりとした性格。
　身長低めなのが地味にコンプレックス。

#### 南条 ほのか（なんじょう ほのか）
- 声-浜崎奈々
- 年齢：21歳。血液型：O型。誕生日：6月30日。身長：158cm。

　椿のバイト先の先輩。兄の影響で小学生の頃からドラムを始める。
　柔らかく穏やかな雰囲気を持つ女性で、衝突しがちな凛と椿の緩衝材になっていることが多い。
　見た目に反して力強いスタイルが魅力のドラマー。
　凛曰く「すごくいい匂いがする」。片手でリンゴが潰せる。

### その他の登場人物

#### 高橋 京子
- 声-園崎美恵

　OVER RUN!!のマネージャー。

#### 笹本 亜美
- 声-川上千尋

　陽子の高校時代の同級生。ライブハウス「トラック」の従業員。自称OVER RUN!!ファン第一号。

#### 社長
- 声-汐谷文康

　OVER RUN!!の所属する音楽事務所「アイランドクリエイション」の社長。

#### 店長
- 声-田所陽向

　ライブハウス「トラック」の店長。

### TUNE.2の登場人物

#### 川瀬 舞
- 声-上田麗奈

花屋で働く女性で、凛の幼なじみ。
以前は同級生とともに「Flower」というバンドを組んでいたこともある。担当はドラムだった。
好奇心旺盛で行動的な性格。 

#### 柳下 希美
- 声-青山吉能

凛や舞の高校時代の同級生。希美の思いつきで結成したガールズバンド「Flower」のボーカル担当。
ちょっと抜けているところもあるが、いるだけで周りをパッと明るくする元気な女の子。お祭りごとが大好き。

#### 高野 菫
- 声-天海由梨奈

凛や舞の高校時代の同級生。ガールズバンド「Flower」のギター担当。
現実的な思考を持つクールな性格。思いつきで暴走しがちな希望のお目付役。

#### 小川 さくら
- 声-高木美佑

凛や舞の高校時代の同級生。ガールズバンド「Flower」のベース担当。
可愛いものが大好きで、バンド結成時にベースを選んだのも「可愛いから！」という理由。 趣味は学校帰りにみんなで甘いものを食べにいくこと。

## CD

### TUNE.1
2021年６月9日発売。Track6に楽曲「リコリス」を収録。

#### リコリス
Vocal：東堂凛（CV：駒形友梨）　作詞：中島ヨシキ　作曲：桑原聖（Arte Refact）　編曲：伊藤和馬(Arte Refact）

### TUNE.2
2022年1月26日発売。Track6に楽曲「UNISON!!!!」を収録。

#### UNISON!!!!
Vocal：古谷陽子（CV：峯田茉優）　作詞：中島ヨシキ　作曲：桑原聖（Arte Refact）　編曲：山本恭平(Arte Refact）　

## 「OVER RADIO!!」
メインキャスト4人によるラジオ番組。初回のみ4人全員、以降は2人ずつの組み合わせで毎週金曜日（月4回）ニコニコチャンネルで配信。内容はミニドラマ、お便り紹介、投稿コーナー、情報告知など。

## イベント
- 「OVER RUN!!」春のカラオケ特番
  - 2021年3月26日に生配信。キャラクターのキーワードから選曲したソロ歌唱などを行った。[11]
- 「OVER RUN!!」番組イベント　OVER Rendezvous vol.1
  - 2021年7月18日になかのZERO 小ホールにて開催。[12]